# ポンプ (雑誌)
『おしゃべりマガジン ポンプ！』は、日本の月刊誌の一つ。発行元は現代新社（のちに洋泉社に社名変更）。1978年に創刊され、1985年に終刊を迎えた。

## 概要
読者からの投稿で全誌面を埋めていた投稿雑誌である。創刊者の橘川幸夫は「ロッキンオンから音楽を外した雑誌を作りたい」というのが当初のコンセプトだったと回想し、「投稿頁を大事にした雑誌は、それ以前にも以後にもありますが、テキストもイラストも写真もすべて投稿で作られた市販雑誌はないと思います」と述べている。ソーシャルメディアの先駆け、「紙メディアのインターネット」、「現在のインターネットを予感させるような雑誌」として再評価する向きもある。
『スペクテイター』編集発行人の青野利光も愛読者の一人で「ホチキス留めの薄い冊子で、真ん中のページに色紙で原稿用紙が挟まっていて、それを糊付けすると封筒の形になって、切手を貼って送ると原稿になるんです」と回想している。

## のち著名になった投稿者
- 岡崎京子[5]
- 岡林みかん
- 尾崎豊[5]
- 熊谷達也[5]
- 下関マグロ[7]
- デーモン小暮[8]（1981年12月号表紙に投稿写真が掲載）
- 吉田美和